# Vida Vencienė
Vida Vencienė (geboren Vida Mogenytė) is een voormalig langlaufster uit Litouwen die in 1988 voor de voormalige Sovjet-Unie een gouden medaille haalde. Tijdens de spelen van Albertville en Lillehammer kwam ze uit voor Litouwen.

## Belangrijkste resultaten

### Olympische Winterspelen
| Editie | Plaats      | Resultaten                                     |
| ------ | ----------- | ---------------------------------------------- |
| 1988   | Calgary     | 5 km · 10 km                                   |
| 1992   | Albertville | 19e 5 km 11e 10 km 16e 30 km 28e achtervolging |
| 1994   | Lillehammer | uitgevallen 5 km 32e 15 km 25e 30 km           |

### Marathons
Marathon zeges
| Nr. | Datum | Plaats       | Marathon          | Onderdeel                          |
| --- | ----- | ------------ | ----------------- | ---------------------------------- |
| 1.  | 1991  | Oberammergau | König-Ludwig-Lauf | 53 km klassieke stijl (massastart) |